# Deutscher Sportclub Arminia Bielefeld 2000-2001
Questa voce raccoglie le informazioni riguardanti il Deutscher Sportclub Arminia Bielefeld nelle competizioni ufficiali della stagione 2000-2001.

## Stagione
Nella stagione 2000-2001 l'Arminia Bielefeld, allenato da Hermann Gerland, Frank Geideck e Benno Möhlmann, concluse il campionato di 2. Bundesliga al 13º posto. In Coppa di Germania l'Arminia Bielefeld fu eliminato al secondo turno dal Bochum.

## Rosa
| N. |                     | Ruolo | Calciatore           |
| -- | ------------------- | ----- | -------------------- |
| 1  | Serbia (bandiera)   | P     | Goran Ćurko          |
| 2  | Germania (bandiera) | D     | Alexander Klitzpera  |
| 3  | Brasile (bandiera)  | D     | Márcio Borges        |
| 4  | Germania (bandiera) | D     | Bastian Reinhardt    |
| 6  | Germania (bandiera) | C     | Detlev Dammeier      |
| 7  | Germania (bandiera) | C     | Jörg Bode            |
| 8  | Germania (bandiera) | C     | Massimilian Porcello |
| 9  | Italia (bandiera)   | A     | Bruno Labbadia       |
| 10 | Austria (bandiera)  | C     | Markus Weissenberger |
| 11 | Germania (bandiera) | A     | Christian Wück       |
| 12 | Brasile (bandiera)  | C     | Everson              |
| 13 | Germania (bandiera) | C     | André Hofschneider   |
| 14 | Croazia (bandiera)  | A     | Ilija Aračić         |

| N. |                        | Ruolo | Calciatore        |
| -- | ---------------------- | ----- | ----------------- |
| 15 | Germania (bandiera)    | C     | Michael Sternkopf |
| 16 | Germania (bandiera)    | D     | Thomas Gansauge   |
| 17 | Polonia (bandiera)     | C     | Bartosz Partyka   |
| 18 | Polonia (bandiera)     | A     | Artur Wichniarek  |
| 19 | Paesi Bassi (bandiera) | D     | Roberto Straal    |
| 20 | Germania (bandiera)    | A     | Dirk van der Ven  |
| 21 | Germania (bandiera)    | D     | Arne Friedrich    |
| 22 | Croazia (bandiera)     | P     | Zdenko Miletić    |
| 23 | Germania (bandiera)    | P     | Dennis Eilhoff    |
| 24 | Germania (bandiera)    | C     | Tobias Schäper    |
| 27 | Senegal (bandiera)     | A     | Momo Diabang      |
| 28 | Germania (bandiera)    | C     | Dirk Flock        |
| 29 | Germania (bandiera)    | P     | Mathias Hain      |

## Organigramma societario
Area tecnica
- Allenatore: Benno Möhlmann
- Allenatore in seconda: Frank Geideck
- Preparatore dei portieri:
- Preparatori atletici:

## Calciomercato

### Sessione estiva
| Acquisti | Acquisti             | Acquisti               | Acquisti |
| R.       | Nome                 | da                     | Modalità |
| -------- | -------------------- | ---------------------- | -------- |
| P        | Mathias Hain         | Greuther Fürth         |          |
| C        | Dirk Flock           | Werder Brema           |          |
| A        | Ilija Aračić         | Hertha Berlino         |          |
| P        | Goran Ćurko          | Kickers Offenbach      |          |
| C        | Detlev Dammeier      | Wolfsburg              |          |
| A        | Momo Diabang         | Oberneuland            |          |
| C        | Everson              | Eintracht Braunschweig |          |
| D        | Arne Friedrich       | Verl                   |          |
| C        | Massimilian Porcello | Paderborn              |          |
| D        | Bastian Reinhardt    | Hannover 96            |          |
| C        | Tobias Schäper       | Borussia Dortmund II   |          |
| A        | Christian Wück       | Wolfsburg              |          |

| Cessioni | Cessioni         | Cessioni         | Cessioni |
| R.       | Nome             | a                | Modalità |
| -------- | ---------------- | ---------------- | -------- |
| D        | Christian Alder  | TuS Celle        |          |
| C        | Baya Baya        | TuS Celle        |          |
| C        | Jörg Böhme       | Schalke 04       |          |
| A        | Berkant Göktan   | Bayern Monaco    |          |
| P        | Frederik Gößling | Herford          |          |
| C        | Łukasz Kwasniok  | Sandhausen       |          |
| C        | Ronald Maul      | Amburgo          |          |
| C        | Silvio Meißner   | Stoccarda        |          |
| D        | Jacky Peeters    | Gent             |          |
| C        | René Rydlewicz   | Hansa Rostock    |          |
| D        | Christian Saba   | Bayern Monaco II |          |
| D        | Thijs Waterink   | Karlsruhe        |          |
| P        | Marc Ziegler     | Bursaspor        |          |

### Sessione invernale
| Acquisti | Acquisti | Acquisti | Acquisti |
| R.       | Nome     | da       | Modalità |
| -------- | -------- | -------- | -------- |

| Cessioni | Cessioni       | Cessioni    | Cessioni |
| R.       | Nome           | a           | Modalità |
| -------- | -------------- | ----------- | -------- |
| D        | Thomas Stratos | Saarbrücken |          |

## Risultati

### 2. Bundesliga

#### Girone di andata
| Arbitro: | Aust |

|                                  |           |             |
| Aračić 22’ Bode 71’ Labbadia 83’ | Marcatori | 23’ Weiland |

| Arbitro: | Merk |

|  |           |          |
|  | Marcatori | 44’ Wück |

| Arbitro: | Lange |

|                        |           |  |
| Wück 24’ Klitzpera 42’ | Marcatori |  |

| Arbitro: | Kreyer |

|                     |           |                                             |
| Hock 13’ Kramny 31’ | Marcatori | 4’, 45’ Labbadia 29’ Klitzpera 40’ Gansauge |

| Arbitro: | Weiner |

|               |           |              |
| Reinhardt 45’ | Marcatori | 2’ von Ahlen |

| Arbitro: | Jansen |

|                        |           |  |
| Wehlage 49’ Meggle 61’ | Marcatori |  |

| Arbitro: | Meyer |

|          |           |                           |
| Wück 45’ | Marcatori | 51’ Driller 79’ Johansson |

| Arbitro: | Wezel |

|              |           |                 |
| Feinbier 36’ | Marcatori | 89’ van der Ven |

| Bielefeld 20 ottobre 2000, ore 19:00 CEST 9ª giornata | Arminia Bielefeld | 0 – 0 referto | Waldhof Mannheim | Bielefelder Alm (9 681 spett.)\| Arbitro: \| Voss \| |
| Arbitro:                                              | Voss              |               |                  |                                                      |

| Arbitro: | Weber |

|                             |           |                         |
| Djappa 14’, 70’ Malchow 21’ | Marcatori | 2’ Labbadia 73’ Stratos |

| Bielefeld 3 novembre 2000, ore 19:00 CET 11ª giornata | Arminia Bielefeld | 0 – 0 referto | Kickers Stoccarda | Bielefelder Alm (7 605 spett.)\| Arbitro: \| Koop \| |
| Arbitro:                                              | Koop              |               |                   |                                                      |

| Arbitro: | Pickel |

|                             |           |                |
| Policella 32’ Kovačević 75’ | Marcatori | 65’ Wichniarek |

| Arbitro: | Perl |

|                                            |           |                            |
| Šimák 1’, 16’ Mazingu-Dinzey 40’ Linke 71’ | Marcatori | 5’ Labbadia 86’ Wichniarek |

| Arbitro: | Fleischer |

|                |           |                    |
| Wichniarek 43’ | Marcatori | 77’ Demo 81’ Houdt |

| Arbitro: | Margenberg |

|             |           |  |
| Azzouzi 85’ | Marcatori |  |

| Arbitro: | Haupt |

|                                                       |           |               |
| Klitzpera 4’ Wück 7’ Wichniarek 59’, 88’ Labbadia 71’ | Marcatori | 86’ Muratović |

| Arbitro: | Perl |

|               |           |  |
| Hutwelker 39’ | Marcatori |  |

#### Girone di ritorno
| Arbitro: | Schmidt |

|             |           |  |
| Schütte 59’ | Marcatori |  |

| Arbitro: | Heynemann |

|                   |           |                |
| Weissenberger 43’ | Marcatori | 40’ Scharinger |

| Oberhausen 14 febbraio 2001, ore 19:00 CET 20ª giornata | RW Oberhausen | 0 – 0 referto | Arminia Bielefeld | Niederrheinstadion (4 192 spett.)\| Arbitro: \| Kammerer \| |
| Arbitro:                                                | Kammerer      |               |                   |                                                             |

| Arbitro: | Wagner |

|                                                            |           |            |
| Weissenberger 3’ Wichniarek 23’ van der Ven 56’ Aračić 90’ | Marcatori | 86’ N'Kufo |

| Arbitro: | Koop |

|                |           |  |
| Lämmermann 25’ | Marcatori |  |

| Arbitro: | Kreyer |

|                                         |           |                                      |
| Wichniarek 4’ Dammeier 53’ Labbadia 89’ | Marcatori | 56’ Patschinski 58’ Rath 66’ Klasnić |

| Arbitro: | Steinborn |

|                      |           |                |
| Gomis 19’ Möckel 21’ | Marcatori | 70’ Wichniarek |

| Arbitro: | Weber |

|               |           |              |
| Reinhardt 70’ | Marcatori | 86’ Daschner |

| Arbitro: | Meyer |

|                               |           |                                             |
| Catic 22’ Licht 65’ Teber 74’ | Marcatori | 32’ Borges 37’ Weissenberger 82’ Wichniarek |

| Arbitro: | Minskowski |

|                       |           |            |
| Labbadia 9’, 19’, 23’ | Marcatori | 82’ Djappa |

| Arbitro: | Weiner |

|                            |           |                |
| Kümmerle 2’ Zimmermann 49’ | Marcatori | 26’ Wichniarek |

| Arbitro: | Schmidt |

|                       |           |            |
| Wichniarek 89’ (rig.) | Marcatori | 68’ Ebbers |

| Arbitro: | Schößling |

|                                                    |           |                              |
| Wichniarek 33’ (rig.), 34’, 51’, 60’ Klitzpera 70’ | Marcatori | 55’ (rig.) Šimák 71’ Kaufman |

| Arbitro: | Perl |

|  |           |               |
|  | Marcatori | 81’ Friedrich |

| Arbitro: | Jansen |

|                       |           |               |
| Wichniarek 13’ (rig.) | Marcatori | 51’ Škarabela |

| Arbitro: | Stark |

|             |           |  |
| Tetzner 45’ | Marcatori |  |

| Arbitro: | Wack |

|                                              |           |                         |
| Labbadia 9’ Dammeier 21’ Wichniarek 29’, 58’ | Marcatori | 11’ Krieg 51’ Hutwelker |

### Coppa di Germania
| Arbitro: | Rafati |

|               |           |                                      |
| Cornelius 90’ | Marcatori | 25’ Aračić 35’ Porcello 66’ Labbadia |

| Arbitro: | Wagner |

|  |           |                                                    |
|  | Marcatori | 4’ Marić 59’ Schindzielorz 61’ Baştürk 77’ Peschel |

## Statistiche

### Statistiche di squadra
| Competizione      | Punti | In casa | In casa | In casa | In casa | In casa | In casa | In trasferta | In trasferta | In trasferta | In trasferta | In trasferta | In trasferta | Totale | Totale | Totale | Totale | Totale | Totale | DR |
| Competizione      | Punti | G       | V       | N       | P       | Gf      | Gs      | G            | V            | N            | P            | Gf           | Gs           | G      | V      | N      | P      | Gf     | Gs     | DR |
| ----------------- | ----- | ------- | ------- | ------- | ------- | ------- | ------- | ------------ | ------------ | ------------ | ------------ | ------------ | ------------ | ------ | ------ | ------ | ------ | ------ | ------ | -- |
| 2. Bundesliga     | 41    | 17      | 7       | 8       | 2       | 36      | 20      | 17           | 3            | 3            | 11           | 17           | 26           | 34     | 10     | 11     | 13     | 53     | 46     | +7 |
| Coppa di Germania | -     | 1       | 0       | 0       | 1       | 0       | 4       | 1            | 1            | 0            | 0            | 3            | 1            | 2      | 1      | 0      | 1      | 3      | 5      | -2 |
| Totale            | 41    | 18      | 7       | 8       | 3       | 36      | 24      | 18           | 4            | 3            | 11           | 20           | 27           | 36     | 11     | 11     | 14     | 56     | 51     | +5 |

### Andamento in campionato
| Giornata  | 1 | 2 | 3 | 4 | 5 | 6 | 7 | 8 | 9 | 10 | 11 | 12 | 13 | 14 | 15 | 16 | 17 | 18 | 19 | 20 | 21 | 22 | 23 | 24 | 25 | 26 | 27 | 28 | 29 | 30 | 31 | 32 | 33 | 34 |
| --------- | - | - | - | - | - | - | - | - | - | -- | -- | -- | -- | -- | -- | -- | -- | -- | -- | -- | -- | -- | -- | -- | -- | -- | -- | -- | -- | -- | -- | -- | -- | -- |
| Luogo     | C | T | C | T | C | T | C | T | C | T  | C  | T  | T  | C  | T  | C  | T  | T  | C  | C  | T  | T  | C  | T  | C  | T  | C  | T  | C  | C  | T  | C  | T  | C  |
| Risultato | V | V | V | V | N | P | P | N | N | P  | N  | P  | P  | P  | P  | V  | P  | P  | N  | V  | N  | P  | N  | P  | N  | N  | V  | P  | N  | V  | V  | N  | P  | V  |
| Posizione | 4 | 2 | 1 | 1 | 2 | 2 | 5 | 4 | 6 | 7  | 7  | 9  | 12 | 13 | 15 | 13 | 13 | 13 | 13 | 14 | 13 | 13 | 13 | 13 | 13 | 14 | 14 | 15 | 15 | 14 | 14 | 14 | 14 | 13 |

Legenda:

Luogo: C = Casa; T = Trasferta. Risultato: V = Vittoria; N = Pareggio; P = Sconfitta.

### Statistiche dei giocatori
| Giocatore        | 2. Bundesliga | 2. Bundesliga | 2. Bundesliga | 2. Bundesliga | Coppa di Germania | Coppa di Germania | Coppa di Germania | Coppa di Germania | Totale   | Totale | Totale      | Totale     |
| Giocatore        | Presenze      | Reti          | Ammonizioni   | Espulsioni    | Presenze          | Reti              | Ammonizioni       | Espulsioni        | Presenze | Reti   | Ammonizioni | Espulsioni |
| ---------------- | ------------- | ------------- | ------------- | ------------- | ----------------- | ----------------- | ----------------- | ----------------- | -------- | ------ | ----------- | ---------- |
| I. Aračić        | 21            | 2             | 0             | 0             | 2                 | 1                 | 0                 | 0                 | 23       | 3      | 0           | 0          |
| J. Bode          | 27            | 1             | 2             | 0             | 1                 | 0                 | 0                 | 0                 | 28       | 1      | 2           | 0          |
| M. Borges        | 26            | 1             | 8             | 0             | 1                 | 0                 | 0                 | 0                 | 27       | 1      | 8           | 0          |
| D. Dammeier      | 29            | 2             | 5             | 0             | 2                 | 0                 | 0                 | 0                 | 31       | 2      | 5           | 0          |
| M. Diabang       | 8             | 0             | 0             | 0             | 0                 | 0                 | 0                 | 0                 | 8        | 0      | 0           | 0          |
| D. Eilhoff       | 2             | 0             | 0             | 0             | 1                 | 0                 | 0                 | 0                 | 3        | 0      | 0           | 0          |
| E. Everson       | 10            | 0             | 4             | 0             | 1                 | 0                 | 0                 | 0                 | 11       | 0      | 4           | 0          |
| D. Flock         | 19            | 0             | 4             | 0             | 1                 | 0                 | 0                 | 0                 | 20       | 0      | 4           | 0          |
| A. Friedrich     | 25            | 1             | 2             | 2             | 2                 | 0                 | 0                 | 0                 | 27       | 1      | 2           | 2          |
| T. Gansauge      | 10            | 1             | 0             | 0             | 0                 | 0                 | 0                 | 0                 | 10       | 1      | 0           | 0          |
| M. Hain          | 24            | 0             | 2             | 0             | 1                 | 0                 | 0                 | 0                 | 25       | 0      | 2           | 0          |
| A. Hofschneider  | 19            | 0             | 5             | 0             | 0                 | 0                 | 0                 | 0                 | 19       | 0      | 5           | 0          |
| A. Klitzpera     | 19            | 4             | 4             | 0             | 0                 | 0                 | 0                 | 0                 | 19       | 4      | 4           | 0          |
| B. Labbadia      | 31            | 11            | 4             | 0             | 2                 | 1                 | 1                 | 0                 | 33       | 12     | 5           | 0          |
| Z. Miletić       | 0             | 0             | 0             | 0             | 0                 | 0                 | 0                 | 0                 | 0        | 0      | 0           | 0          |
| B. Partyka       | 0             | 0             | 0             | 0             | 0                 | 0                 | 0                 | 0                 | 0        | 0      | 0           | 0          |
| M. Porcello      | 24            | 0             | 0             | 1             | 2                 | 1                 | 0                 | 0                 | 26       | 1      | 0           | 1          |
| B. Reinhardt     | 32            | 2             | 5             | 0             | 2                 | 0                 | 1                 | 0                 | 34       | 2      | 6           | 0          |
| T. Schäper       | 3             | 0             | 0             | 0             | 2                 | 0                 | 0                 | 0                 | 5        | 0      | 0           | 0          |
| M. Sternkopf     | 14            | 0             | 1             | 0             | 1                 | 0                 | 0                 | 0                 | 15       | 0      | 1           | 0          |
| R. Straal        | 3             | 0             | 1             | 0             | 0                 | 0                 | 0                 | 0                 | 3        | 0      | 1           | 0          |
| T. Stratos       | 16            | 1             | 2             | 0             | 2                 | 0                 | 0                 | 0                 | 18       | 1      | 2           | 0          |
| M. Weissenberger | 21            | 3             | 1             | 0             | 0                 | 0                 | 0                 | 0                 | 21       | 3      | 1           | 0          |
| A. Wichniarek    | 25            | 18            | 4             | 0             | 1                 | 0                 | 0                 | 0                 | 26       | 18     | 4           | 0          |
| C. Wück          | 27            | 4             | 5             | 0             | 2                 | 0                 | 0                 | 0                 | 29       | 4      | 5           | 0          |
| D. van der Ven   | 27            | 2             | 5             | 0             | 2                 | 0                 | 0                 | 0                 | 29       | 2      | 5           | 0          |
| G. Ćurko         | 9             | 0             | 1             | 0             | 0                 | 0                 | 0                 | 0                 | 9        | 0      | 1           | 0          |